# Hervormde kerk (Poppingawier)
De Hervormde kerk is een kerkgebouw in Poppingawier (Poppenwier) in de Nederlandse provincie Friesland.

## Beschrijving
De driezijdig gesloten zaalkerk werd in 1860 gebouwd ter vervanging van een bouwvallige middeleeuwse kerk die gewijd was aan Nicolaas van Myra. In de houten geveltoren met ingesnoerde spits bevindt zich een torenuurwerk uit 1578. Het is een rijksmonument. Er hingen twee klokken van Petrus Overney uit 1700. Beide klokken verdwenen in de Tweede Wereldoorlog. Slechts de grootste ervan werd in 1949 vervangen door een nieuwe klok. 
Het gebouw heeft sinds 1978 geen kerkfunctie meer, maar wordt gebruikt als toonzaal voor ambachtelijk gemaakte grafkisten.

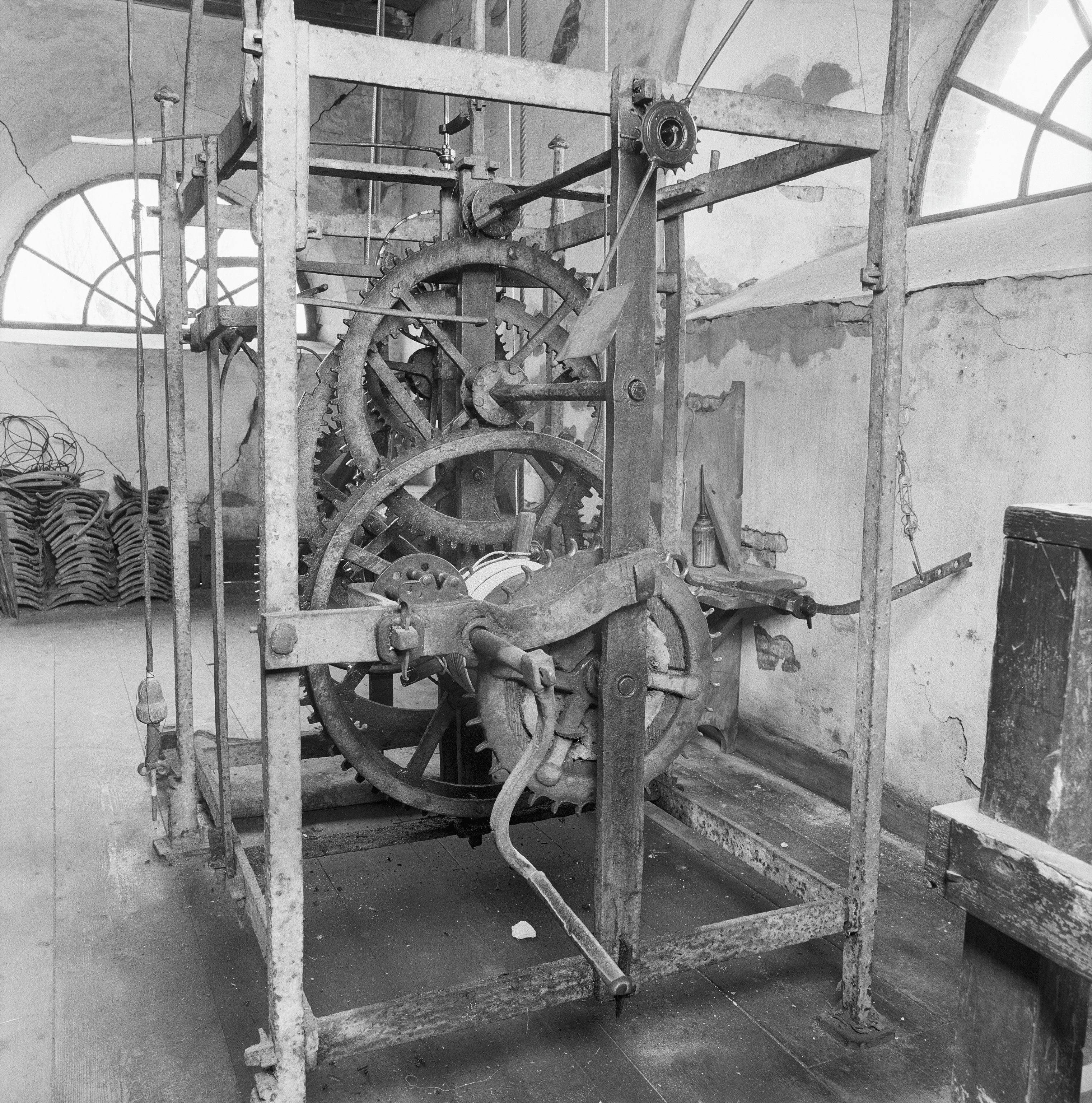
Uurwerk
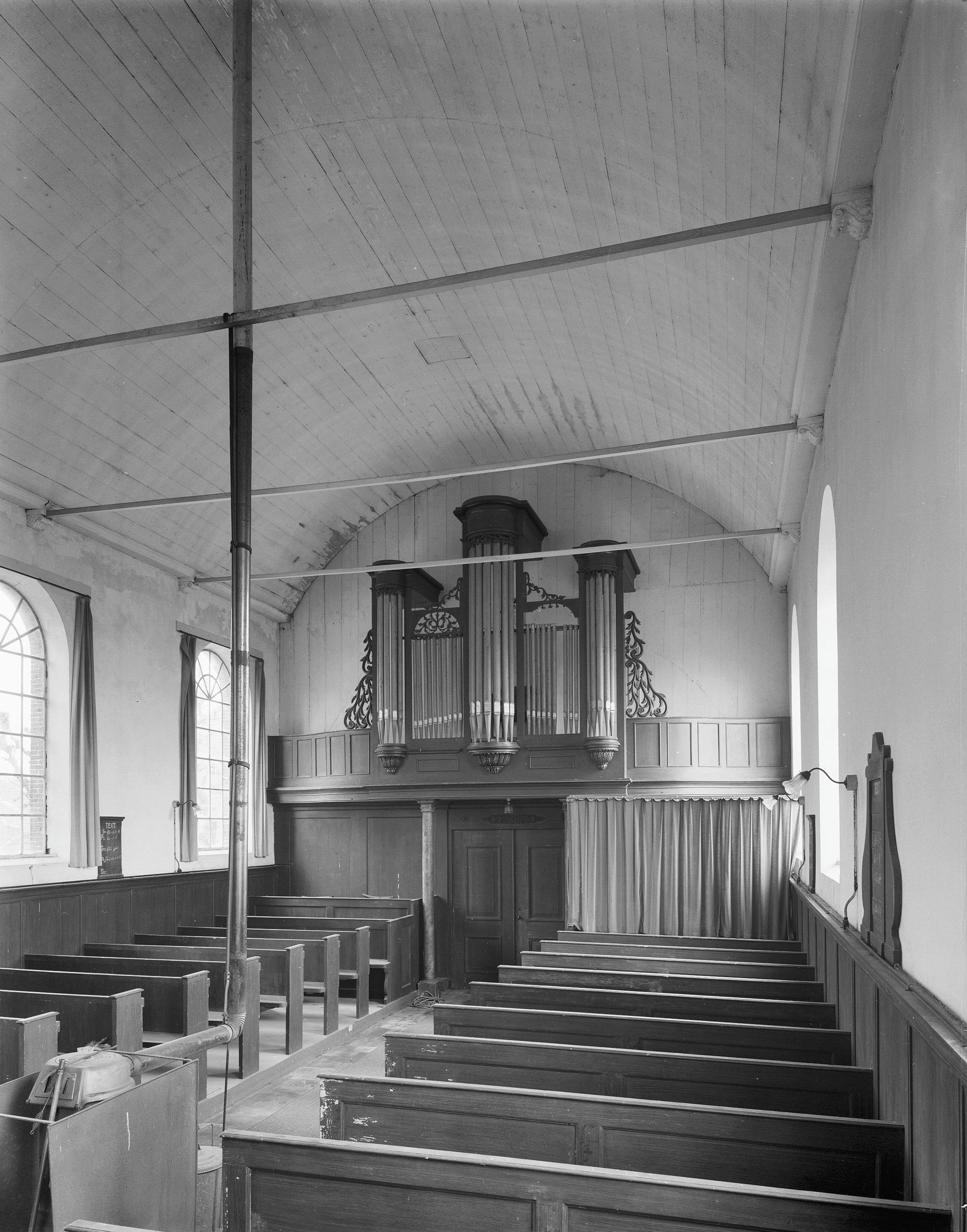
Interieur met orgel
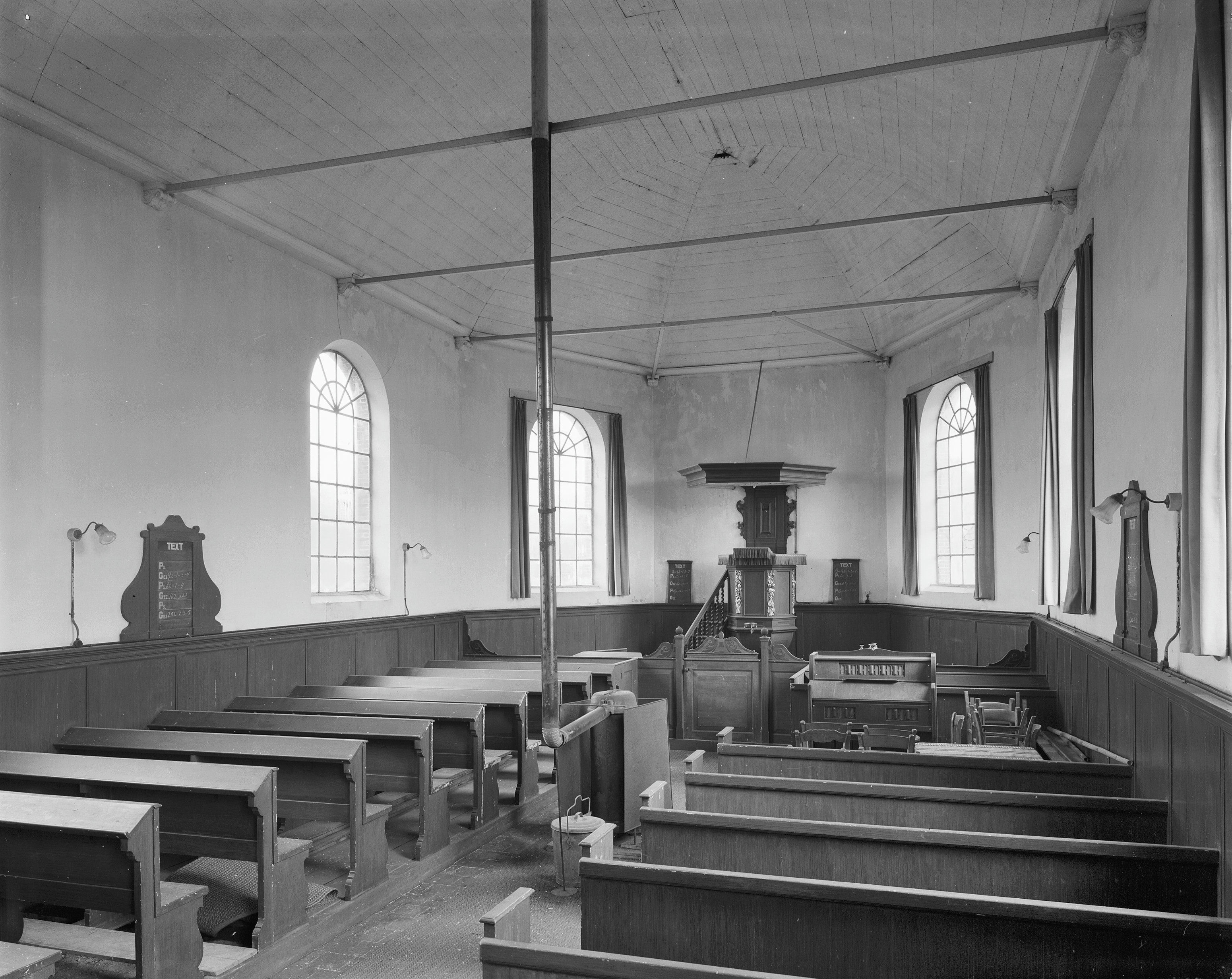
Interieur met preekstoel in 1981